# Nor Maragha
Nor Maragha (in armeno Նոր Մարաղա?, lett. Nuova Maragha, in azero Qızıl Kəngərli) è una comunità rurale del distretto di Ağdam, in Azerbaigian, fino al 2020 appartenente alla regione di Martakert nella repubblica di Artsakh (fino al 2017 denominata repubblica del Nagorno Karabakh).
Il paese, a vocazione agricola, nel 2005 contava poco più di trecento abitanti e si trova sulla parte sinistra della vallata del fiume Khachenaget nei pressi dell'intersezione con la strada statale che collega Askeran a Martakert.
La comunità, nel periodo del controllo karabakho del villaggio, era formata dai rifugiati del villaggio di Maragha, scampati al massacro durante la prima guerra del Nagorno Karabakh.